# Макгоуэн, Винс
Винсент «Винс» Макгоуэн (англ. Vincent "Vince" Mcgowan; 12 августа 1913, Чикаго, штат Иллинойс, США — апрель 1982, Чикаго, штат Иллинойс, США) — американский профессиональный баскетболист, завершивший карьеру.

## Ранние годы
Винс Макгоуэн родился 12 августа 1913 года в городе Чикаго, (штат Иллинойс), учился там же в средней школе Сент-Лео, в которой играл за местную баскетбольную команду.

## Студенческая карьера
В 1937 году окончил университет Де Поля, где в течение четырёх лет играл за команду «Де Поль Блю Демонс», в которой провёл успешную карьеру. При Макгоуэне «Блю Демонс» один раз выигрывали регулярный чемпионат конференции Independent (1934), но ни разу не выигрывали турнир конференции Independent, а также ни разу не выходили в плей-офф студенческого чемпионата США.

## Профессиональная карьера
Играл на позиции тяжёлого форварда и центрового. В 1937 году Макгоуэн заключил соглашение с командой «Уитинг Кайзер Олл-Американс», выступавшей в Национальной баскетбольной лиге (НБЛ), которая в следующем году сменила прописку и стала называться «Хэммонд Кайзер Олл-Американс». Позже выступал за команды «Чикаго Брюинз» (НБЛ) и «Чикаго Американ Гиэрс» (НБЛ). Всего в НБЛ провёл 6 сезонов. Винс Макгоуэн один раз включался во 2-ю сборную всех звёзд НБЛ (1938). Всего за карьеру в НБЛ Макгоуэн сыграл 106 игр, в которых набрал 563 очка (в среднем 5,3 за игру). Помимо этого Винс в составе «Олл-Американс», «Брюинз» и «Гиэрс» пять раз участвовал во Всемирном профессиональном баскетбольном турнире, став его бронзовым призёром в 1945 году.

## Смерть
Во время Второй мировой войны ему пришлось на два года прервать свои спортивные выступления (1942—1944). Винс Макгоуэн умер в апреле 1982 года на 69-м году жизни в городе Чикаго (штат Иллинойс).